# Килиус, Марика
Марика Килиус (нем. Marika Kilius; род. 24 марта 1943[…], Франкфурт-на-Майне, Гессен-Нассау) — западногерманская фигуристка, выступавшая парном катании сначала с Францем Нингелем, затем с Гансом-Юргеном Боймлером.

## Карьера
Дочь парикмахера. Когда она заинтересовалась фигурным катанием, сначала выступала в одиночном разряде, но быстро перешла в пары. Её первым партнёром стал Франц Нингель. Хотя вместе они выступали очень успешно и завоёвывали призы на международных первенствах, Нингель был старше Килиус на шесть лет. К 1957 году она обошла его в росте и их партнёрство распалось. С Гансом-Юргеном Боймлером Килиус ждал ещё больший успех. Вместе они дважды завоёвывали олимпийские серебряные медали: на Олимпийских играх 1960 и Олимпийских играх 1964 годов, шесть раз подряд становились чемпионами Европы и дважды — чемпионами мира.

## Достижения
(с Нингелем)
| Соревнование            | 1954 | 1955 | 1956 | 1957 |
| ----------------------- | ---- | ---- | ---- | ---- |
| Зимние Олимпийские игры |      |      | 4    |      |
| Чемпионаты мира         |      | 7    | 3    | 2    |
| Чемпионаты Европы       |      | 3    | 3    | 3    |
| Чемпионаты Германии     | 2    | 1    | 1    | 1    |

(с Боймлером)
| Соревнование            | 1958 | 1959 | 1960 | 1961 | 1962 | 1963 | 1964 |
| ----------------------- | ---- | ---- | ---- | ---- | ---- | ---- | ---- |
| Зимние Олимпийские игры |      |      | 2    |      |      |      | 2    |
| Чемпионаты мира         | 6    | 2    | 3    |      |      | 1    | 1    |
| Чемпионаты Европы       | 5    | 1    | 1    | 1    | 1    | 1    | 1    |
| Чемпионаты Германии     | 1    | 1    | 2    | 2    | 2    | 1    | 1    |